# Lepidium lasiocarpum
Lepidium lasiocarpum är en korsblommig växtart som beskrevs av Thomas Nuttall. Lepidium lasiocarpum ingår i släktet krassingar, och familjen korsblommiga växter.

## Underarter
Arten delas in i följande underarter:
- L. l. lasiocarpum
- L. l. palmeri
- L. l. wrightii

## Bildgalleri

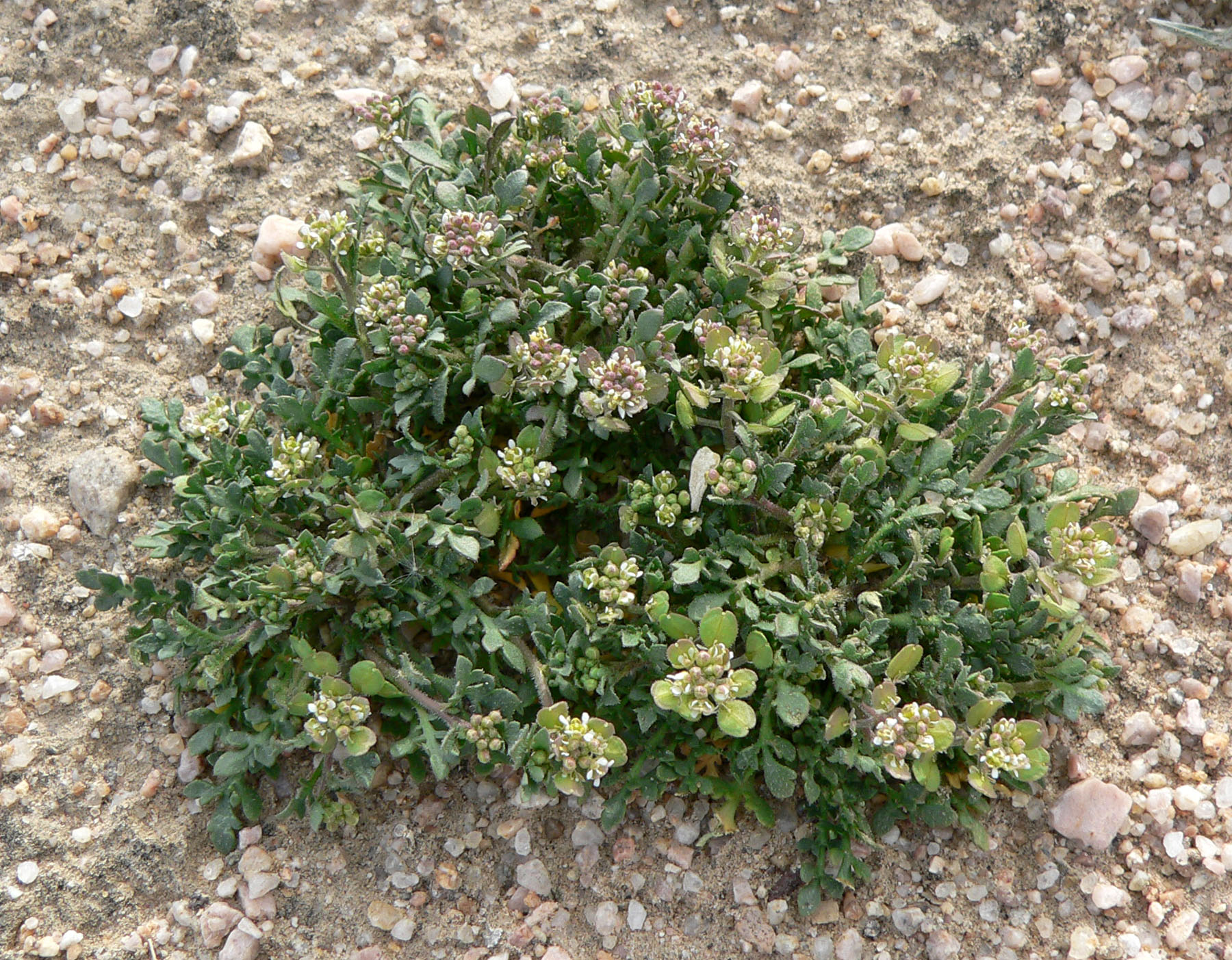
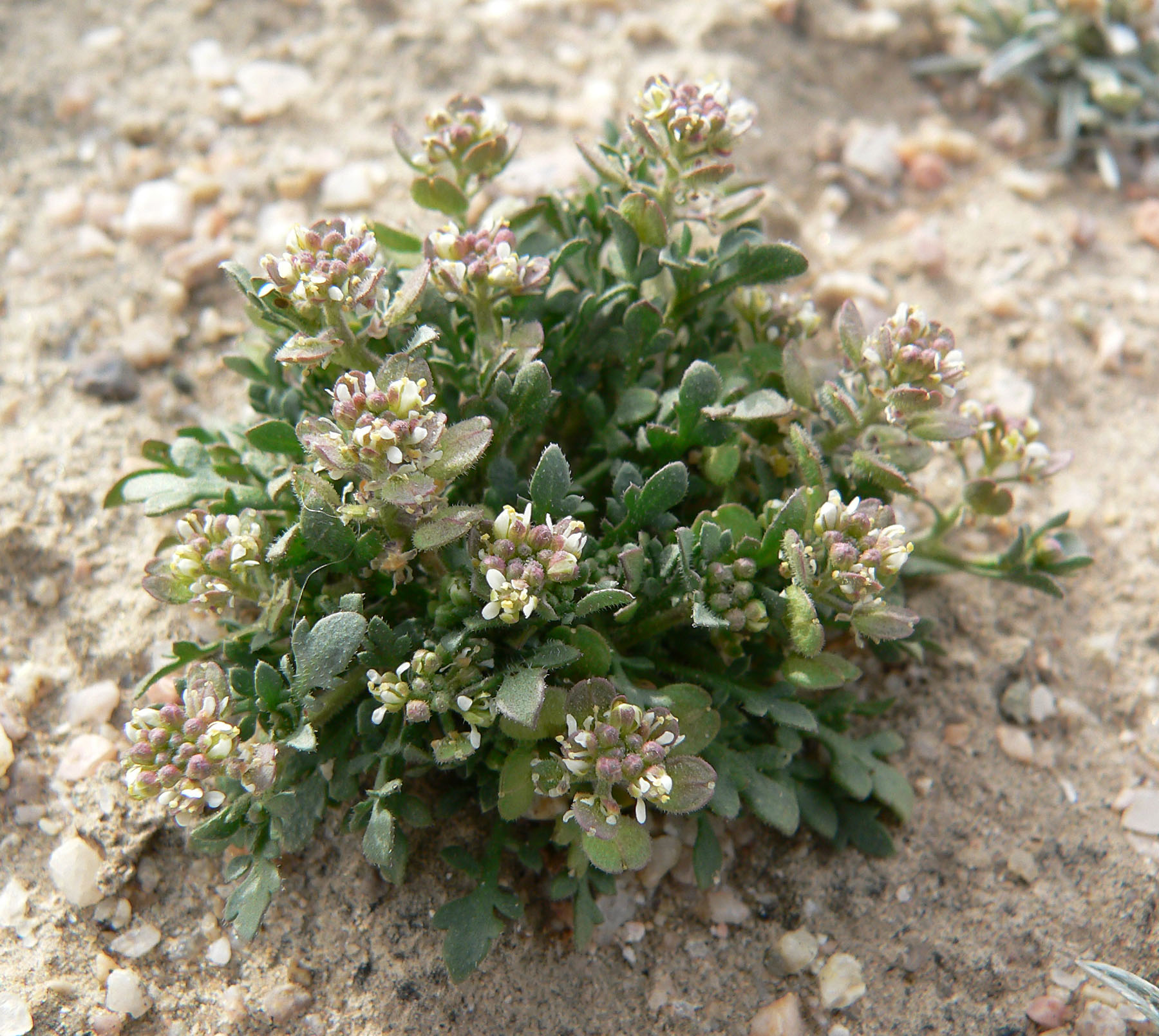
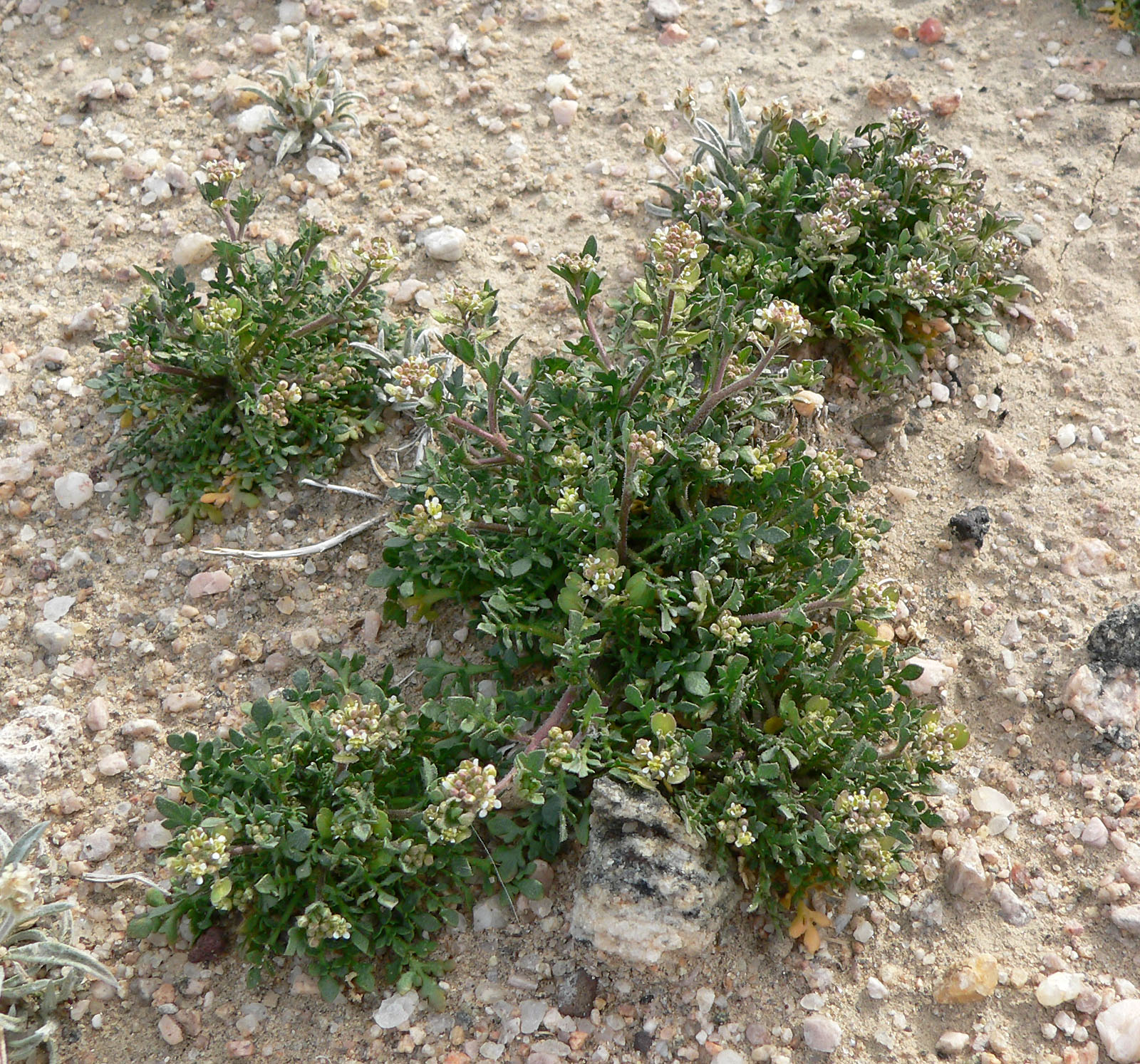
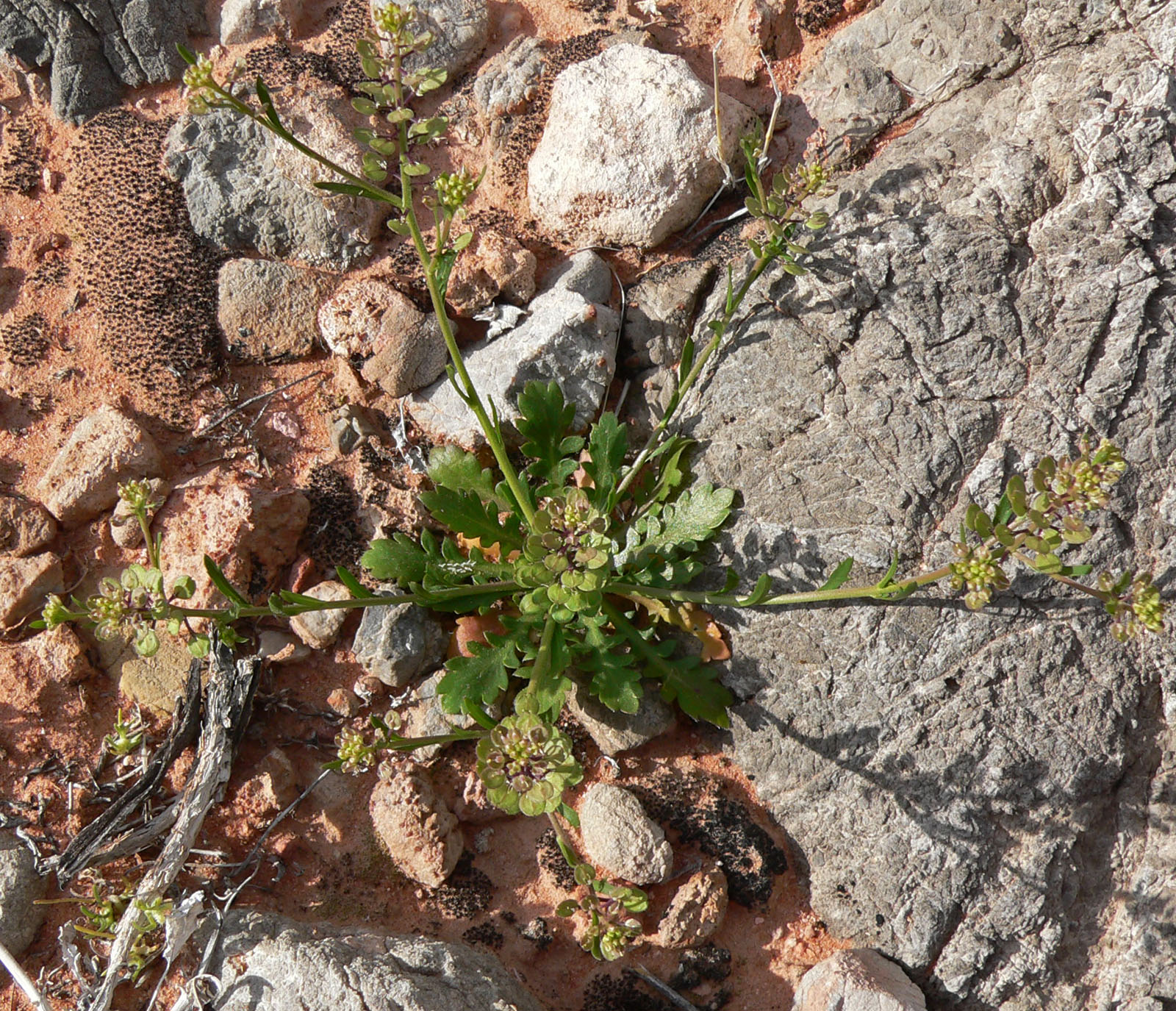
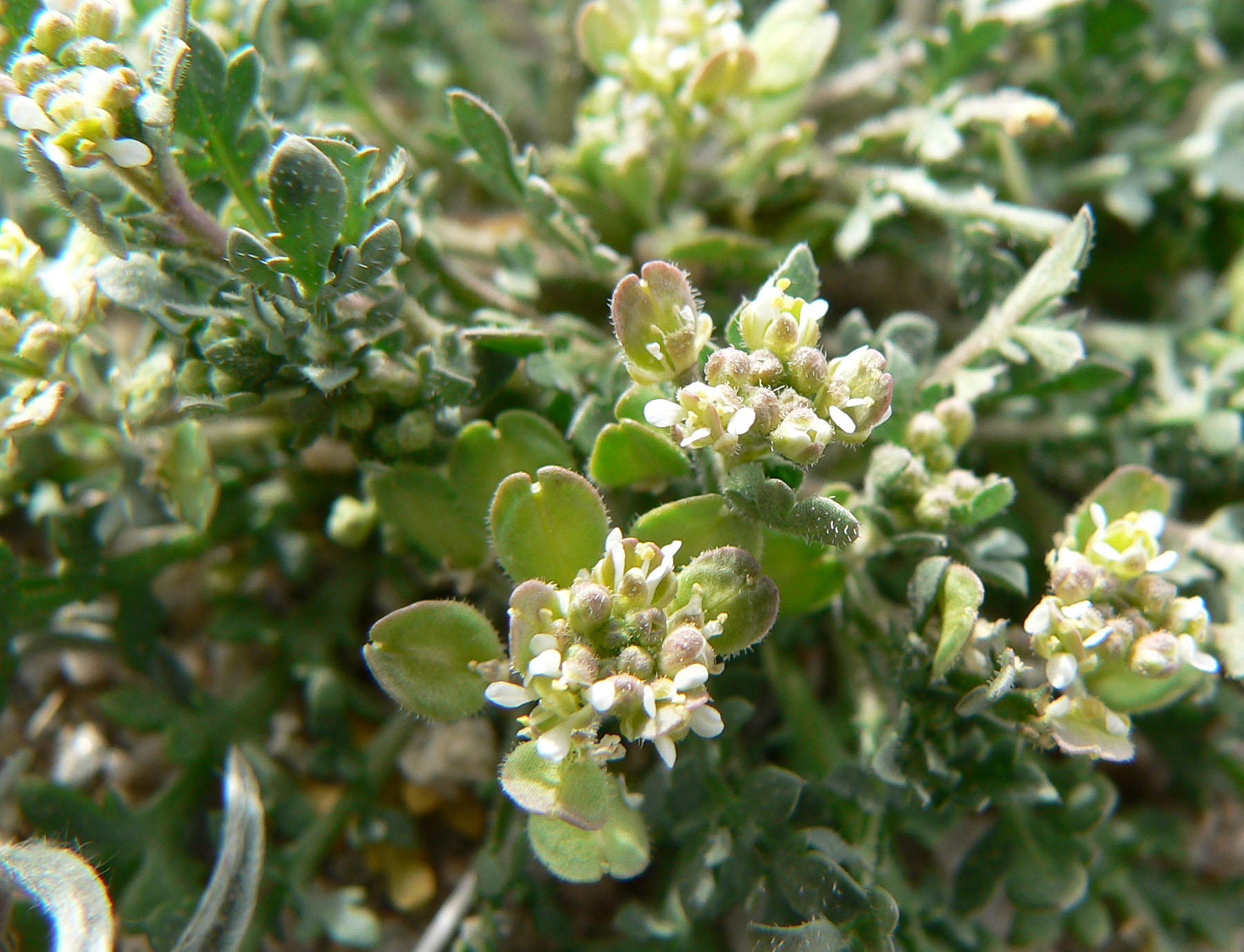
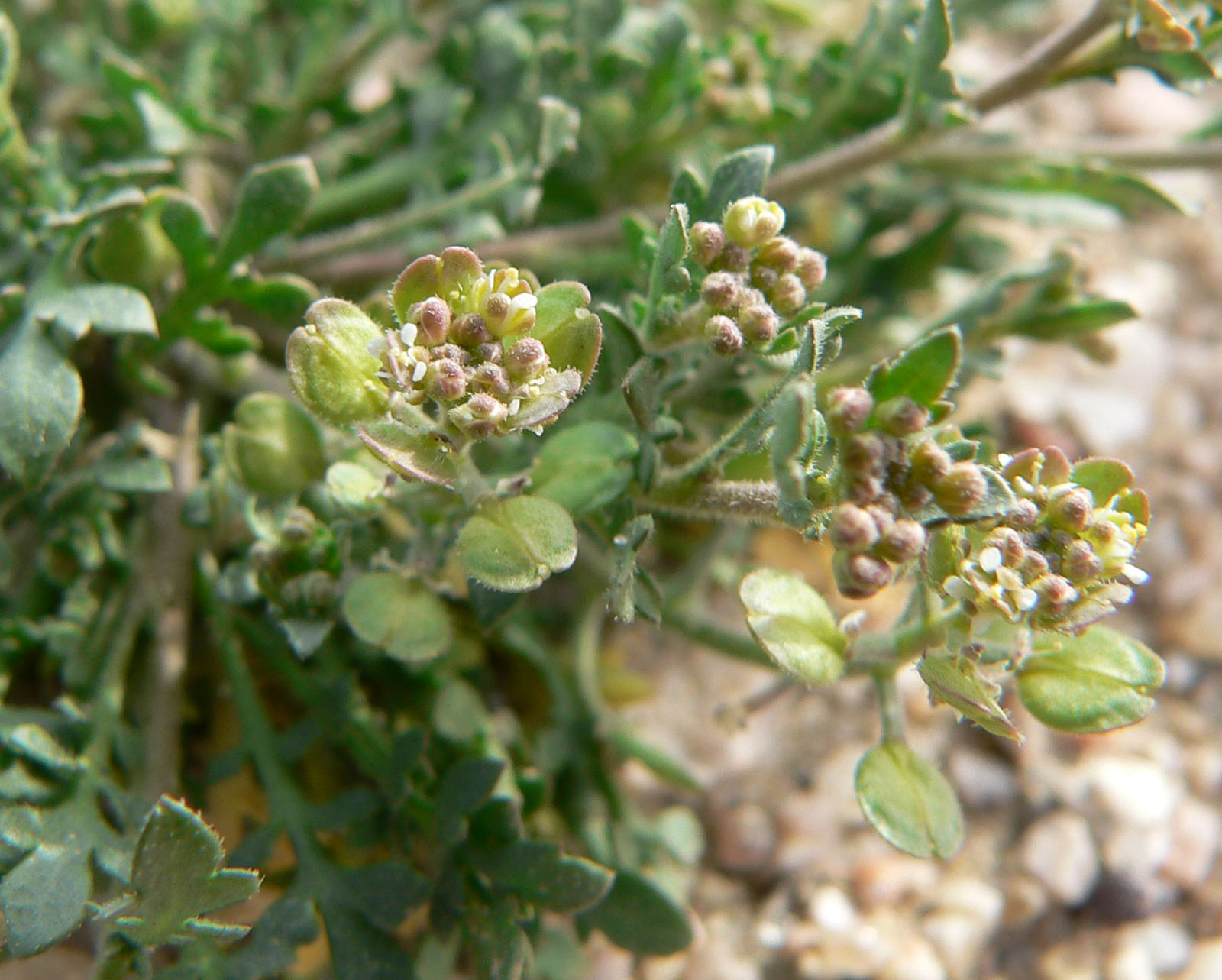